# Cefazolin
Cefazolin, hay còn được gọi là cefazoline và cephazolin, là một loại kháng sinh được sử dụng để điều trị một số bệnh nhiễm trùng do vi khuẩn. Cụ thể thì kháng sinh này được sử dụng để điều trị viêm mô tế bào, nhiễm trùng đường tiết niệu, viêm phổi, viêm nội tâm mạc, nhiễm trùng khớp, và nhiễm trùng đường mật. Thuốc này cũng được sử dụng để ngăn ngừa bệnh liên cầu khuẩn nhóm B vào khoảng thời gian sinh và trước khi phẫu thuật. Cefazolin thường được đưa vào cơ thể bằng cách tiêm vào cơ hoặc vào tĩnh mạch.
Các tác dụng phụ thường gặp của thuốc bao gồm tiêu chảy, nôn mửa, nhiễm nấm men và phản ứng dị ứng.Kháng sinh này không được khuyến cáo sử dụng ở những người có tiền sử sốc phản vệ với penicillin.  Nó tương đối an toàn để sử dụng trong giai đoạn mang thai và cho con bú. Cefazolin thuộc nhóm kháng sinh cephalosporin thế hệ đầu tiên và hoạt động bằng cách tác động vào thành tế bào của vi khuẩn.
Cefazolin được cấp bằng sáng chế vào năm 1967 và được đưa vào sử dụng thương mại vào năm 1971. Nó nằm trong danh sách các thuốc thiết yếu của Tổ chức Y tế Thế giới, tức là nhóm các loại thuốc hiệu quả và an toàn nhất cần thiết trong một hệ thống y tế. Chúng có sẵn dưới dạng thuốc gốc. Chi phí bán buôn ở các nước đang phát triển là khoảng 1,20 đô la Mỹ đến 1,41 đô la Mỹ mỗi ngày. Tại Hoa Kỳ, một khóa trị liệu thì có giá khoảng 25 đô la Mỹ đến 50 đô la Mỹ.